# Коморув (Равський повіт)
Коморув (пол. Komorów) — село в Польщі, у гміні Цельондз Равського повіту Лодзинського воєводства.
Населення — 397 осіб (2011).
У 1975-1998 роках село належало до Скерневицького воєводства.

## Демографія
Демографічна структура станом на 31 березня 2011 року:
|          | Загалом | Допрацездатний вік | Працездатний вік | Постпрацездатний вік |
| -------- | ------- | ------------------ | ---------------- | -------------------- |
| Чоловіки | 208     | 37                 | 141              | 30                   |
| Жінки    | 189     | 39                 | 101              | 49                   |
| Разом    | 397     | 76                 | 242              | 79                   |